# Artipe dohertyi
Artipe dohertyi is een vlinder uit de familie van de Lycaenidae. De wetenschappelijke naam van de soort is voor het eerst gepubliceerd in 1894 door Charles Oberthür.
De soort komt voor in Indonesië (Papoea) en Papoea-Nieuw-Guinea.